# Institut d’études politiques de Toulouse
Das Institut d’études politiques de Toulouse, (Sciences Po Toulouse, IEP Toulouse) ist ein Institut d’études politiques auf dem Campus der Universität Toulouse I im Zentrum von Toulouse. Es ist eines von heute neun Instituts d’études politiques in Frankreich und als Grande école Teil des französischen Elitehochschulsystems.
Das Institut wurde per Dekret vom 5. Mai 1948 nach dem Modell des IEP Paris als Institut d'études politiques de l'université de Toulouse gegründet und 1969 in Institut d'études politiques de Toulouse umbenannt. Neben dem IEP Paris und seiner Außenstellen ist es heute eines von acht Institut d'études politiques de Province, die örtlichen Universitäten angeschlossen sind.
Am IEP Toulouse werden etwa 1700 Studenten von etwa 50 Wissenschaftlern in den Fächern Politologie, Jura, Ökonomie, Soziologie, Geschichte und Geographie unterrichtet. Die Aufnahme erfolgt wie an Grandes écoles üblich in der Regel per Concours.
Unter den Absolventen finden sich einige bekannte französische Journalisten und Politiker, darunter die ehemaligen Minister Jacques Godfrain und Henri Cuq.